# Кривоплясов Аркадій Володимирович
Арка́дій Володи́мирович Кривопля́сов — полковник, Управління державної охорони України, учасник російсько-української війни.

## Нагороди
21 жовтня 2014 року — за особисту мужність і героїзм, виявлені у захисті державного суверенітету та територіальної цілісності України, вірність військовій присязі під час російсько-української війни, відзначений — нагороджений орденом Данила Галицького.